# Ravelo (El Sauzal)
Ravelo es una entidad de población del municipio de El Sauzal, en la isla de Tenerife —Canarias, España—.

## Características
Se sitúa en la zona alta del municipio, entre la TF-5 y las cumbres de la dorsal de Pedro Gil, alcanzando una altitud media de 940 m s. n. m. Casi la mitad de su superficie forma parte del Paisaje Protegido de Las Lagunetas, que se corresponde además con el Monte de Utilidad Pública El Sauzal.
Está compuesto por los núcleos de Ravelo Alto y Ravelo Bajo.
El barrio cuenta con varios centros socioculturales, el colegio de enseñanza infantil y primaria Ntra. Sra. de los Ángeles, el instituto de enseñanza secundaria Sabino Berthelot, la iglesia de Santa Cruz de Ravelo, varias ermitas, un tanatorio, un consultorio médico, un centro de Protección Civil, un mercadillo municipal, varias instalaciones deportivas —pabellón cubierto Paulino Rivero, campo de fútbol, terrero municipal de lucha canaria y una cancha—, gasolineras, plazas públicas y parques infantiles, farmacias, una oficina de Correos, varias entidades bancarias, así como con pequeños comercios, bares y restaurantes.

## Demografía
| Año        | 2000  | 2001  | 2002  | 2003  | 2004  | 2005  | 2006  | 2007  | 2008  | 2009  | 2010  | 2011  | 2012  | 2013  |
| ---------- | ----- | ----- | ----- | ----- | ----- | ----- | ----- | ----- | ----- | ----- | ----- | ----- | ----- | ----- |
| Habitantes | 3.394 | 3.394 | 3.488 | 3.514 | 3.491 | 3.480 | 3.530 | 3.565 | 3.561 | 3.605 | 3.599 | 3.665 | 3.655 | 3.654 |

| Denominación | Habitantes |
| ------------ | ---------- |
| Ravelo Alto  | 2.366      |
| Ravelo Bajo  | 1.288      |
| TOTAL        | 3.654      |

## Fiestas
Ravelo celebra fiestas en honor a la Santa Cruz en el mes de julio, realizándose actos religiosos y populares.

## Comunicaciones
Se accede a la localidad principalmente por la Autopista del Norte TF-5 y por la calle Real Orotava.

### Transporte público
Ravelo cuenta con una parada de taxi en la calle de San Cristóbal.
En autobús —guagua— queda conectada mediante la siguiente línea de TITSA:
| Línea | Trayecto                             | Recorrido     |
| ----- | ------------------------------------ | ------------- |
| 054   | La Laguna - Ravelo (por Agua García) | Horario/Línea |

### Caminos
En Ravelo se encuentran tramos de varios caminos homologados en la Red de Senderos de Tenerife:
- GR-131 Anaga - Chasna
- PR-TF 25 Las Raíces - Acentejo

## Lugares de interés
- Complejo deportivo de Ravelo
- Casa rural Las Riquelas
- Residencia canina Javier Márquez
- Zonas recreativas Las Calderetas y Fuente Fría